# William da Silva
William da Silva (Jundiaí, São Paulo, 19 de agosto de 1988) es un empresario, coach y conferencista brasileño radicado en México. Como empresario se ha desempeñado en diversas ramas como el turismo, el sector inmobiliario, la representación de modelos y artistas y las startups o empresas emergentes. Como coach, ha aparecido en medios como Forbes, Marie Claire, El Heraldo de México y Milenio, y dictado conferencias en varios eventos relacionados con los negocios y el emprendimiento.

## Biografía

### Primeros años
William da Silva nació el 19 de agosto de 1988 en el municipio brasileño de Jundiaí, Estado de São Paulo. Inició su carrera a los dieciséis años, al vincularse con una agencia de representación de actores y modelos en la ciudad de São Paulo. Continuó trabajando en dicho ámbito en su país natal y en Italia, y en diciembre de 2013 decidió radicarse en México para continuar allí su carrera.

### Reconocimiento
En el país norteamericano fundó inicialmente una agencia llamada Upper Model. En 2015 creó la compañía de modelaje y representación Deluxe Model, en la que también se desempeñó como Director Ejecutivo. En 2020 cofundó Global Jet Set junto con el empresario Michel Escalle, una compañía ubicada en la Riviera Maya que se especializa en servicios turísticos de lujo y que, según la revista Forbes, en la actualidad es la empresa «más importante de Concierge VIP de México». También en territorio mexicano cofundó las startups Interconnect Business y Alliance Football, y el proyecto inmobiliario y turístico Nahua Tulum.
Paralelo a su labor como empresario e inversionista, da Silva se desempeña como coach y conferencista desde el año 2018. Es el creador de la Mentoría Bussiness 4.0,  una iniciativa «enfocada en apoyar a personas a iniciar su propio negocio desde el sector digital», según Forbes. El desarrollo de este proyecto lo ha llevado a figurar en medios audiovisuales y escritos como Marie Claire, Forbes, El Heraldo o Milenio.
Da Silva Cuenta con una certificación expedida por la International Coaching & Consulting Network que le permite desempeñarse como coach y conferencista en cualquier lugar del mundo, y ha cursado estudios en coaching en otras instituciones como la Universidad de las Américas de Puebla, Landmark Worldwide y la Universidad del Valle de México.
En representación de Global Jet Set, en agosto de 2021 participó junto con Michel Escalle en el evento E50 Jóvenes Empresarios 2021, organizado por el Consejo Nacional de Jóvenes PRO México (ConajoMX) cuyo objetivo es «facilitar el networking entre los jóvenes de las 32 entidades de México». En junio de 2022 participó como ponente en las conferencias sobre talento humano de la plataforma TEDx en Coatzacoalcos, Veracruz.